# Bleeding Childers
Bleeding Childers, auch Bartlett's Childers genannt, war ein früher Zuchthengst des Englischen Vollbluts. Er ist ein Sohn des durch Thomas Darley nach Aldby Park, Buttercrambe 1704 aus Syrien importierten Araberhengst Darley Arabian, der neben Byerley Turk und Godolphin Barb einer der drei Gründerväter des Englischen Vollbluts ist. Über Bleeding Childers ist Darley Arabian der Vorfahr von 95 Prozent aller heute lebenden Englischen Vollblüter.

## Name
Der Hengst ist nach seinem Züchter Leonard Childers benannt. Er erhielt die Bezeichnung „Bleeding“, weil er bei größerer Anstrengung aus den Nüstern blutete. Er war deswegen für Rennen ungeeignet und wurde – während sein erfolgreicher Bruder Flying Childers an den Duke of Devonshire verkauft wurde – von Leonard Childers an den Tuchfärber John Bartlett verkauft. Der Hengst wird deswegen auch Bartlett's Childers genannt. 

## Abstammung

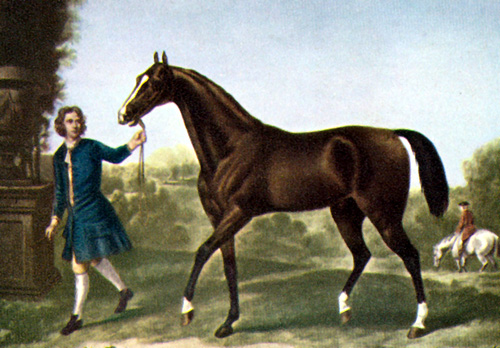
Darley Arabian, der Vater von Bleeding Childers

Darley Arabian, der Vater des Hengstes, kam, wie rund 200 weitere Hengste orientalischer Pferderassen, aus Nordafrika, der Levante oder der Türkei nach dem Jahre 1649 nach England. Die meisten der importierten Hengste standen wie Darley Arabian auf Landsitzen und Gestüten in dem für seine Pferdezucht bekannten North Yorkshire. Darley Arabian deckte auf Aldby Park vor allem Zuchtstuten, die im Besitz der Familie Darley waren, wobei nur etwa 20 der Fohlen in das 1791 begründete General Stud Book aufgenommen wurden. Zu den sehr früh bei Pferderennen auffallenden Nachkommen dieses Hengstes zählten Aleppo und Almanzor, die beide bei Rennen gut abschnitten und später erfolgreich in der Zucht eingesetzt wurden. Noch erfolgreicher war Whistlejacket, der 1712 überlegen ein Pferderennen in York gewann und anschließend von der Familie Darley an den Züchter Leonard Childers verkauft wurde. Childers war von Whistlejacket so beeindruckt, dass er seine Stute Betty Leedes auf dem Gestüt der Familie Darley zweimal von Darley Arabian decken ließ. Flying Childers, der 1714 geborene Hengst aus dieser Anpaarung, gilt als eines der ersten wahren Rennpferde und war wegen der spektakulären Wetten, die auf ihn abgeschlossen wurden, in England sehr bekannt. Bleeding Childers stammt aus der zweiten Anpaarung von Darley Arabian und Betty Leedes.

## Zuchthengst

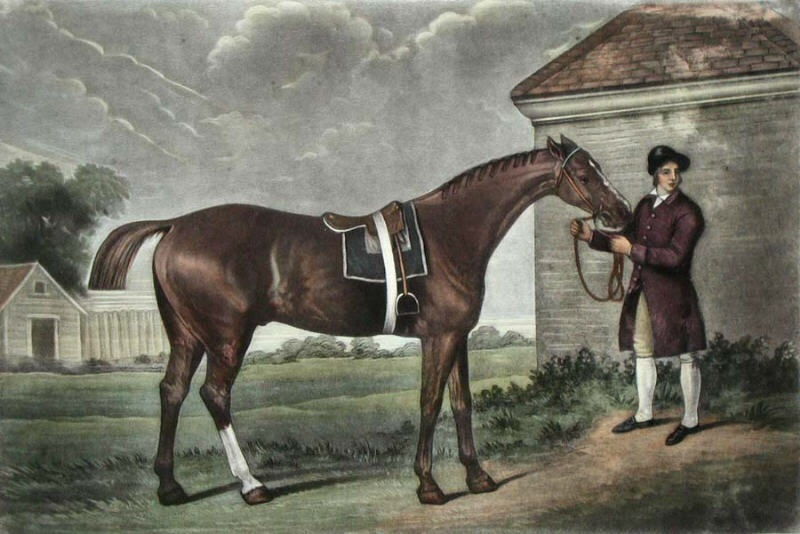
Eclipse, Nachfahre von Bleeding Childers, Porträt von George Stubbs

John Bartlett, der den für Rennen ungeeigneten Hengst von Leonard Childers kaufte, setzte diesen gleichfalls als Deckhengst ein. Während Flying Childers nach Abschluss seiner Rennkarriere auf dem Gestüt des Duke of Devonshire stand und dort fast ausschließlich Stuten im Besitz des Herzogs deckte, ließen eine Reihe von Züchtern ihre Stuten durch Bleeding Childers decken, weil dieser nicht nur von den gleichen Elterntieren abstammte, sondern auch vergleichsweise geringe Deckgebühren kostete. 
Bleeding Childers war auf Grund der Rennerfolge seiner Nachkommen 1742 Champion der Vaterpferde in England und Irland. Dabei wird für jeden Deckhengst die Gewinnsumme seiner Söhne und Töchter im zurückliegenden Jahr ermittelt. Es zählen Preisgelder, welche die Söhne und Töchter in Flachrennen in England und Irland gewonnen haben. Er bewies damit, dass ein Hengst nicht zwingend selber erfolgreich Rennen gelaufen sein muss, um hervorragende Rennpferde zu zeugen. Zu seinen Nachkommen zählen unter anderem die Pferde Squirt und Marske. Von diesem wiederum stammt Eclipse ab, das dominierende Pferd in der zweiten Hälfte des 18. Jahrhunderts.

## Pedigree
| Vater Darley Arabian 1700 | (unbekannt)  | (unbekannt)             | (unbekannt)                |
| Vater Darley Arabian 1700 | (unbekannt)  | (unbekannt)             | (unbekannt)                |
| Vater Darley Arabian 1700 | (unbekannt)  | (unbekannt)             | (unbekannt)                |
| Vater Darley Arabian 1700 | (unbekannt)  | (unbekannt)             | (unbekannt)                |
| Vater Darley Arabian 1700 | (unbekannt)  | (unbekannt)             | (unbekannt)                |
| Vater Darley Arabian 1700 | (unbekannt)  | (unbekannt)             | (unbekannt)                |
| Vater Darley Arabian 1700 | (unbekannt)  | (unbekannt)             | (unbekannt)                |
| Vater Darley Arabian 1700 | (unbekannt)  | (unbekannt)             | (unbekannt)                |
| Mutter Betty Leedes       | Old Careless | Spanker ca. 1678        | Darcy’s Yellow Turk        |
| Mutter Betty Leedes       | Old Careless | Spanker ca. 1678        | Old Morocco Mare           |
| Mutter Betty Leedes       | Old Careless | Barb mare               | (unbekannt)                |
| Mutter Betty Leedes       | Old Careless | Barb mare               | (unbekannt)                |
| Mutter Betty Leedes       | Cream Cheeks | Leedes Arabian ca. 1685 | (unbekannt)                |
| Mutter Betty Leedes       | Cream Cheeks | Leedes Arabian ca. 1685 | (unbekannt)                |
| Mutter Betty Leedes       | Cream Cheeks | [Young] Spanker Mare    | Spanker oder Young Spanker |
| Mutter Betty Leedes       | Cream Cheeks | [Young] Spanker Mare    | Old Morocco Mare           |

In der mütterlichen Linie von Bleeding Childers finden sich ausschließlich Pferde, die entweder wie D'Arcy's Yellow Turk aus dem südlichen oder südöstlichen Mittelmeerraum nach England importiert wurden oder – wie Old Morocco Mare – in Großbritannien mit solchen importierten Pferden gezüchtet worden sind. Old Morocco Mare stammt von einem Araber und einer Berberstute ab.